# Riu Assiniboine
El Riu Assiniboine, Assiniboine River fa 1.070 km de llargada i es troba a la regió de la Praderia del Canadà a Saskatchewan i Manitoba. És afluent del Red River. Els seus afluents principals són el Qu'Appelle, Souris i Whitesand.
Neix a Windy Lake a l'est de Kelvington, Saskatchewan a 640 m d'alçada. Desemboca al riu Red River of the North, The Forks in Winnipeg, Manitoba a 230 m d'alçada. Té una conca de 182,000 km² i un cabal mitjà de 45 m3/s. Pren el seu nom dels amerindis assiniboine First Nation.